# پور (بلژیک)
شهر پور (به فرانسوی: Puurs) در شهرستان مشلان در استان آنتوئر در منطقه فلاندری در کشور بلژیک واقع شده‌است.